# Grafi2000
Grafi2000 es una productora de cine y televisión turca, principalmente de dibujos animados.

## Historia
El estudio fue fundado en 2000 por Varol Yaşaroğlu. La primera producción del estudio fue la serie Pembe ve Mavi. El estudio produjo programas que se transmitieron en Kanal D. El estudio se hizo famoso a través de la serie de televisión Kral Şakir, que se transmitió en Cartoon Network Turquía y Cartoon Network Árabe. Debido al éxito de Kral Şakir, el estudio también produce películas de animación para los cines turcos.

## Filmografía

### Películas
- 2017: Fırıldak Ailesi
- 2018: Kral Şakir: Oyun Zamanı
- 2019: Kral Şakir: Korsanlar Diyarı[3]
- 2021: Kral Şakir: Mikrop Avcıları[4]
- 2021: Kral Sakir: Cumburlop
- 2022: Kral Şakir: Geri Dönüşüm
- 2024: Kral Şakir: Devler Uyandı

### Series
- 2004: Pembe ve Mavi
- 2009: Koca Kafalar
- 2009: Harbi Tivi
- 2011: Noel Dayı
- 2013: Fırıldak Ailesi
- 2014: Çürük Ali ve Mikrop Necati
- 2016: Kral Şakir
- 2017: Pictoos Trafik Hayattir
- 2021: Süper 1 Takım

### Programas
- Grafi2000 Comedy
- Koca Kafalar Televizyonu (2009)
- Acar Kafadarlar
- Haneler (2009)
- Orhan Oyundan Ne Anlar (2013)